# Wikia Search
Wikia Search va ser un motor de cerca de codi obert i part de Wikia (originalment Wikicities) operat per Wikia, Inc., una empresa fundada als finals del 2004 per Jimmy Wales i Angela Beesley. La versió "alpha pública" va ser publicada al 7 de gener del 2008. Aquesta versió del cercador posada en funcionament va ser durament criticada per moltes publicacions tradicionals.